# Radon(II)-fluorid
Radon(II)-fluorid, RnF2 ist eine chemische Verbindung aus der Gruppe der Fluoride. Es ist die einzig bekannte Verbindung des Radon.

## Darstellung
Bei 400 °C reagieren Radon und Fluor zu einem Stoff, der vermutlich Radondifluorid ist. Ein genauer Nachweis wurde jedoch noch nicht erbracht.
{\displaystyle {\ce {Rn + F2 -> RnF2}}}
Eine andere Möglichkeit ist die Spontanreaktion von Radon mit Halogenfluoriden wie Chlortrifluorid.

## Eigenschaften
Im Gegensatz zu den anderen Edelgasfluoriden liegt RnF2 nicht kristallin vor.
In Wasser zersetzt es sich zu Radon, Sauerstoff und Fluorwasserstoff.
{\displaystyle {\ce {RnF2 + H2O -> Rn + 1/2O2 + 2 HF}}}
Teilweise werden metallische Eigenschaften vermutet.
Die Schwierigkeit, die beim Untersuchen der Chemie des Radons entsteht, ist seine Radioaktivität. Das längste Radionuklid 222Rn hat eine Halbwertszeit von 3,8 Tagen. Die starke Alphastrahlung zerstört dabei mögliche Bindungen.